# 王道充 (嘉靖丙辰進士)
王道充（1526年—？），字懋中，號慎斋，直隸蘇州府太倉州民籍常熟縣人，明朝政治人物。

## 生平
嘉靖二十二年癸卯科（1543年）應天府鄉試第四十四名舉人。嘉靖三十五年（1556年）中式丙辰科會試第一百三十二名，三甲第一百一十一名進士。刑部观政，授福建延平府推官，卒。

## 家族
曾祖王謹；祖父王賓，訓導；父王法，母陸氏。兄道亨、道立（生员）、弟道章、道育。